# Wolfgang Steinbach
Wolfgang Steinbach (* 21. září 1954, Schönebeck) je bývalý východoněmecký fotbalista, záložník. Po skončení aktivní kariéry působil jako trenér v nižších německých soutěžích.

## Fotbalová kariéra
Ve východoněmecké Oberlize hrál za 1. FC Magdeburg. Nastoupil ve 316 ligových utkáních a dal 75 gólů. V letech 1972, 1974 a 1975 získal s 1. FC Magdeburg mistrovský titul a v letech 1978, 1979 a 1983 východoněmecký fotbalový pohár. V nižších soutěžích hrál za Motor Schönebeck a VfB Oldenburg. V Poháru mistrů evropských zemí nastoupil v 1 utkání, v Poháru vítězů poháru nastoupil ve 14 utkáních a dal 4 góly a v Poháru UEFA nastoupil ve 23 utkáních a dal 6 gólů. Za reprezentaci Východního Německa (NDR) nastoupil v letech 1978-1985 ve 28 utkáních a dal 1 gól. V roce 1980 byl členem stříbrného východoněmeckého týmu na LOH 1980 v Moskvě, nastoupil ve 6 utkáních a dal 1 gól. Ve finálovém utkání s Československem byli po vzájemné potyčce s Janem Bergerem vyloučeni.

## Ligová bilance
| Ročník                | Zápasy | Góly | Klub             |
| --------------------- | ------ | ---- | ---------------- |
| II. liga 1971/72      | 2      | 0    | 1. FC Magdeburg  |
| I. liga 1971/72       | 1      | 0    | 1. FC Magdeburg  |
| II. liga 1972/73      | 7      | 0    | 1. FC Magdeburg  |
| II. liga 1973/74      | 19     | 7    | 1. FC Magdeburg  |
| I. liga 1973/74       | 6      | 0    | 1. FC Magdeburg  |
| II. liga 1974/75      | 12     | 8    | 1. FC Magdeburg  |
| I. liga 1974/75       | 17     | 2    | 1. FC Magdeburg  |
| I. liga 1975/76       | 21     | 6    | 1. FC Magdeburg  |
| I. liga 1976/77       | 24     | 3    | 1. FC Magdeburg  |
| I. liga 1977/78       | 24     | 4    | 1. FC Magdeburg  |
| I. liga 1978/79       | 20     | 2    | 1. FC Magdeburg  |
| I. liga 1979/80       | 19     | 3    | 1. FC Magdeburg  |
| I. liga 1980/81       | 25     | 4    | 1. FC Magdeburg  |
| I. liga 1981/82       | 21     | 6    | 1. FC Magdeburg  |
| I. liga 1982/83       | 25     | 8    | 1. FC Magdeburg  |
| I. liga 1983/84       | 23     | 10   | 1. FC Magdeburg  |
| I. liga 1984/85       | 19     | 8    | 1. FC Magdeburg  |
| I. liga 1985/86       | 26     | 5    | 1. FC Magdeburg  |
| I. liga 1986/87       | 26     | 5    | 1. FC Magdeburg  |
| II. liga 1987/88      | 34     | 10   | Motor Schönebeck |
| II. liga 1988/89      | 11     | 1    | Motor Schönebeck |
| I. liga 1988/89       | 15     | 3    | 1. FC Magdeburg  |
| I. liga 1989/90       | 25     | 6    | 1. FC Magdeburg  |
| 2. Bundesliga 1990/91 | 32     | 3    | VfB Oldenburg    |
| 2. Bundesliga 1991/92 | 32     | 3    | VfB Oldenburg    |
| 2. Bundesliga 1992/93 | 40     | 4    | VfB Oldenburg    |
| CELKEM I. liga        | 316    | 75   |                  |